# Panamá en los Juegos Olímpicos de Londres 2012
Panamá participó en los Juegos Olímpicos de Londres 2012 con una delegación de ocho atletas que compitieron en cinco disciplinas deportivas. Era la decimosexta asistencia del país a la justa olímpica.
El atleta Irving Saladino era el abanderado en la ceremonia de apertura.

## Participantes por deporte
| No. | Deporte   | Hombres | Mujeres | TOTAL |
| --- | --------- | ------- | ------- | ----- |
| 1   | Atletismo | 2       | 1       | 3     |
| 2   | Boxeo     | 1       | 0       | 1     |
| 3   | Judo      | 1       | 0       | 1     |
| 4   | Taekwondo | 0       | 1       | 1     |
| 5   | Natación  | 2       | 0       | 2     |
|     | Total     | 6       | 2       | 8     |

## Resumen de resultados
| Deporte   | Atleta                  | Evento            | Resultado                                                                                      |
| --------- | ----------------------- | ----------------- | ---------------------------------------------------------------------------------------------- |
| Atletismo | Alonso Edward           | 200 m             | Ronda preliminar: Descalificado por salida en falso.                                           |
| Atletismo | Andrea Ferris           | 800 m             | Ronda preliminar: 5º puesto en heat eliminatorio y 20.ª en la clasificación general (2:05,59). |
| Atletismo | Irving Saladino         | Salto de longitud | Ronda preliminar: Sin marca por tres saltos nulos.                                             |
| Boxeo     | Juan Huertas            | 60 kg             | Vencido en ronda de 32.                                                                        |
| Judo      | Omar Simmonds           | 81 kg             | Vencido en ronda de 32.                                                                        |
| Natación  | Edgar Crespo Echeverría | 100 m pecho       | Ronda preliminar: 4º en heat eliminatorio y 35º en clasificación general (1:02,18).            |
| Natación  | Diego Castillo          | 200 m mariposa    | Ronda preliminar: 3º en heat eliminatorio y 35º en la clasificación general (2:04,72).         |
| Taekwondo | Carolena Carstens       | 49 kg             | Vencida en ronda preliminar.                                                                   |